# Seth Binzer
Seth Brooks Binzer alias Shifty Shellshock, né le 23 août 1974 à Los Angeles (Californie) et mort le 24 juin 2024 dans la même ville, est un chanteur et rappeur américain, membre du groupe Crazy Town.

## Biographie
Seth Brooks Binzer est né dans la famille du graphiste Rollin Binzer et de l’ancienne mannequin Leslie Brooks. La famille de Binzer a déménagé brièvement à Boston, Massachusetts quand il était enfant, puis est retournée à Los Angeles quand il avait 11 ans. À l’âge de 12 ans, il commence à écrire des rythmes et des chansons de rap, ce qui marque le début de son parcours musical. Quelques années plus tard ses parents se séparent.

## Carrière musicale

### Crazy Town
En 1992, Binzer rencontre Bret Mazur et ils commencent à travailler ensemble sous le nom de The Sriggers Brimstone. Début 1999, ils forment le groupe Crazy Town. En 2000, le groupe devait se produire sur la tournée Ozzfest, mais les hardrockers ont été suspendus du festival par le manager du groupe. Selon le camp de l'Ozzfest, la décision a été prise à la suite de la récente arrestation du Shifty Shellshock, et à son absence ultérieure à deux  concerts de l'Ozzfest.

Le single du groupe, Butterfly, basé sur Pretty Little Ditty des Red Hot Chili Peppers, est devenu un succès mondial. Il a atteint la première place du Billboard Hot 100 aux États-Unis et dans plusieurs autres pays, dont l'Autriche, le Danemark et la Norvège. Le succès du single permet à leur premier album The Gift of Game de dépasser les 1,5 million de ventes.

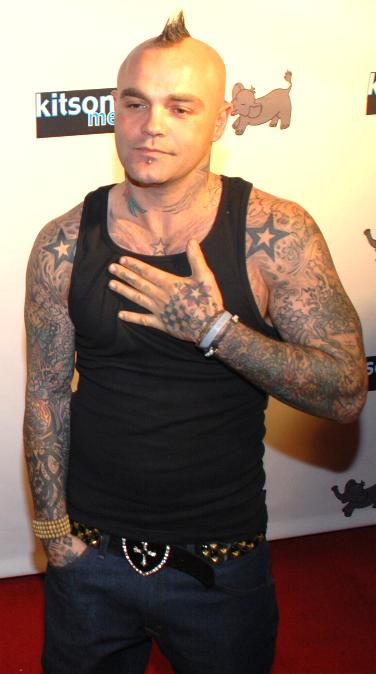
Shifty Shellshock en 2007.

Lors d'une interview à Ozzfest en juin 2001 pour le KAOS2000 Magazine, au Soreline Amphitheater (Californie), Squirrel affirme que ce sont les Black Eyed Peas qui ont conseillé à Epic et Shifty de travailler ensemble. Les deux amis ne se fréquentaient jusqu'alors que pour faire la fête. Shifty porte bien son surnom selon Squirrel, qui, dans ce même interview, déclare que Shifty est la personne la plus sournoise qu'il connaisse.
Shifty et Trouble (guitariste de CXT) se connaissent car ils ont travaillé tous les deux dans un même magasin d'habits vintage. Shifty apparaît dans deux films: en 1994 dans le film Clifford lors de la scène d'ouverture dans laquelle il interprète le rôle d'un garçon nommé Victor ; et en 2004, dans Willowbee, un court métrage avec notamment Amy Smart.
Il possède des objets collectors Playboy (dont un flipper), et un poster des Beatles (Yellow Submarine).
Shifty sort un album solo pop rock intitulé Happy Love Sick en 2004, qu'il réalise avec la participation de certains membres de Crazy Town comme Epic, Holinger, Faydoedeelay.
En 2008, Shifty sort un nouvel album, Dr Sober & Mr Hight, où figurent les titres Adicted, Freak, Spend it all ou encore Why.
Il relance son groupe Crazy Town officiellement en 2014 avec le single Lemonface et la sortie d'un EP Come inside. Le troisième album du groupe n'est disponible qu'un an plus tard sous le titre Brimstone Sluggers.

## Vie privée
La femme que Shifty embrasse dans le clip de Butterfly est Cynthia Mittweg, un jeune mannequin qui est sa copine à l'époque du clip. Il l'a rencontrée à une période de profond mal être, et il lui dédie cette chanson.[réf. nécessaire] Shifty a son nom tatoué sur l'avant bras droit. Il a aussi le nom de sa sœur « Aubrey » tatoué sur le pectoral gauche et celui de son autre sœur « Mieke » tatoué sur le pectoral droit.[réf. nécessaire] Après sa relation avec Cynthia, des rumeurs colportaient que Shifty sortait avec Rachael Leigh Cook, mais cette information n'a jamais été confirmée par Shifty.[réf. nécessaire] Il est sorti avec Paris Hilton en 2001.
En 2002, Binzer a épousé Melissa Clark, avec qui il a eu son premier fils, Halo. Le couple a divorcé en 2011. Alors qu'il était en couple avec une autre femme, Tracy,son deuxième fils, Gage, est né. De sa relation avec Jasmine Lennard, dont il s'est séparé en 2012, est né son troisième fils, Phoenix.
Shifty a un chien appelé Little Rocky. Ce chien apparaît avec Shifty, Trouble et Epic dans le clip de P.Diddy : Bad boy for life ou Crazy Town joue en guest star le rôle des voisins de P.Diddy à la fin du clip.

### Décès
Le 24 juin 2024, Shifty a été retrouvé mort à son domicile. Selon des informations confirmées par son représentant, Howie Hubberman pour Consequence of Sound, le chanteur est décédé d'une overdose accidentelle. « Seth était aux prises avec des problèmes de toxicomanie depuis un certain temps », a déclaré Hubberman dans un communiqué. « Seth n’était pas satisfait de la lutte quotidienne que l’on appelle la vie. Certaines personnes s’en sortent de différentes manières. Il est regrettable que nous perdions tant de personnes à cause de la dépendance et de l’accès à des drogues nocives. Shifty est une véritable tragédie. Trop vite, trop fort, trop tôt. »

## Discographie

### avecCrazy Town
- 1999: The Gift of Game
- 2002 : Darkhorse
- 2015 : The Brimstone Sluggers
- 2024 : Flirting With Disaster EP

### Album solo
- 2004 : Happy Love Sick

### Collaborations en feat
- 2002 : Starry Eyed Surprise ft. Paul Oakenfold
- 2021 : Butterfly 2021 (Ekoh ft. Seth Binzer)

## Clips
- 2002 : Starry Eyed Surprise ft. Paul Oakenfold
- 2004 : Slide Along Side
- 2004 : Turning Me On

### Caméo dans des clip
- 1998 : lenny kravitz - fly away
- 2003 : black eyed peas - shut up
- 2020 : Alien Ant Farm - Everything She Wants